# Arrondissement Veurne
Het arrondissement Veurne is een van de acht arrondissementen van de provincie West-Vlaanderen in België. Het arrondissement heeft een oppervlakte van 288,19 km² en telde 61.147 inwoners op 1 januari 2025.

## Geschiedenis
Het arrondissement Veurne ontstond in 1800 als tweede arrondissement in het Leiedepartement. Het bestond oorspronkelijk uit de kantons Diksmuide, Haringe, Nieuwpoort en Veurne.
In 1818 werd het kanton Diksmuide afgestaan aan het arrondissement Ieper, het kanton Nieuwpoort werd afgestaan aan het nieuwe arrondissement Oostende, het kanton Haringe aan het nieuwe arrondissement Poperinge en ook aan het nieuwe arrondissement Torhout werden enkele gemeenten afgestaan.
In 1823 werden de toenmalige gemeenten Stavele en Beveren terug overgenomen van het opgeheven arrondissement Poperinge en werden enkele gemeenten afgestaan aan het nieuw gevormde arrondissement Diksmuide.
In 1949 werden gebiedsdelen van Westende en Lombardsijde aangehecht van het arrondissement Oostende.
In 1971 werd opnieuw een gebiedsdeel van Westende aangehecht van het arrondissement Oostende. Verder werden Lampernisse, Oostkerke en Stuivekenskerke aangehecht van het arrondissement Diksmuide en gevoegd bij Pervijze.
In 1977 werd nogmaals een gebiedsdeel van Westende aangehecht van het arrondissement Oostende en werd de opgeheven gemeente Pervijze afgestaan aan het arrondissement Diksmuide.
Het arrondissement was tot 2014 zowel een bestuurlijk als een gerechtelijk arrondissement. Het gerechtelijk arrondissement Veurne bevatte ook alle gemeenten van het arrondissement Diksmuide. In 2014 is het gerechtelijk arrondissement Veurne opgegaan in het gerechtelijk arrondissement West-Vlaanderen. Tot 2006 was het arrondissement Veurne ook een afzonderlijk kiesarrondissement. Sinds 2012 behoort het tot het kiesarrondissement Oostende-Veurne-Diksmuide.

## Administratieve indeling

### Structuur
| Veurne           | Veurne           | Supranationaal         | Nationaal                         | Nationaal                 | Gemeenschap               | Gewest                    | Provincie                 | Arrondissement            | Provinciedistrict | Kanton            | Gemeente        | District         |
| ---------------- | ---------------- | ---------------------- | --------------------------------- | ------------------------- | ------------------------- | ------------------------- | ------------------------- | ------------------------- | ----------------- | ----------------- | --------------- | ---------------- |
| Administratief   | Niveau           | Europese Unie          | België                            | België                    | Vlaanderen                | Vlaanderen                | West-Vlaanderen           | Veurne                    | Veurne            | Veurne            | 5               | -                |
| Administratief   | Bestuur          | Europese Commissie     | Belgische regering                | Belgische regering        | Vlaamse regering          | Vlaamse regering          | Deputatie                 | Deputatie                 | Deputatie         | Deputatie         | Gemeentebestuur | Districtscollege |
| Administratief   | Raad             | Europees Parlement     | Kamer van volksvertegenwoordigers | Vlaams Parlement          | Vlaams Parlement          | Vlaams Parlement          | Provincieraad             | Provincieraad             | Provincieraad     | Provincieraad     | Gemeenteraad    | Districtsraad    |
| Kiesomschrijving | Kiesomschrijving | Nederlands Kiescollege | Kieskring West-Vlaanderen         | Kieskring West-Vlaanderen | Kieskring West-Vlaanderen | Kieskring West-Vlaanderen | Oostende-Veurne-Diksmuide | Oostende-Veurne-Diksmuide | Veurne-Diksmuide  | Nieuwpoort Veurne | 5               | -                |
| Verkiezing       | Verkiezing       | Europese               | Federale                          | Federale                  | Vlaamse                   | Vlaamse                   | Provincieraads-           | Provincieraads-           | Provincieraads-   | Provincieraads-   | Gemeenteraads-  | Districtsraads-  |

Gemeenten:
- Alveringem
- De Panne
- Koksijde
- Nieuwpoort (stad)
- Veurne (stad)

Deelgemeenten:
| - Adinkerke - Alveringem - Avekapelle - Beveren - Booitshoeke - Bulskamp - De Moeren - De Panne - Eggewaartskapelle - Gijverinkhove |

| - Hoogstade - Houtem - Izenberge - Koksijde - Leisele - Nieuwpoort - Oeren - Oostduinkerke - Ramskapelle |

| - Sint-Joris - Sint-Rijkers - Stavele - Steenkerke - Veurne - Vinkem - Wulpen - Wulveringem - Zoutenaaie |

## Demografische evolutie
- Bron:NIS - Opm:1806 t/m 1980=volkstellingen; vanaf 1990= inwoneraantal per 1 januari

| Inwoners van jaar tot jaar op 1 januari 1992 tot heden | Inwoners van jaar tot jaar op 1 januari 1992 tot heden | Inwoners van jaar tot jaar op 1 januari 1992 tot heden |
| Jaar                                                   | Aantal                                                 | Evolutie: 1992=index 100                               |
| ------------------------------------------------------ | ------------------------------------------------------ | ------------------------------------------------------ |
| 1992                                                   | 53.825                                                 | 100,0                                                  |
| 1993                                                   | 54.508                                                 | 101,3                                                  |
| 1994                                                   | 54.847                                                 | 101,9                                                  |
| 1995                                                   | 55.238                                                 | 102,6                                                  |
| 1996                                                   | 55.601                                                 | 103,3                                                  |
| 1997                                                   | 55.890                                                 | 103,8                                                  |
| 1998                                                   | 55.982                                                 | 104,0                                                  |
| 1999                                                   | 56.136                                                 | 104,3                                                  |
| 2000                                                   | 56.371                                                 | 104,7                                                  |
| 2001                                                   | 56.751                                                 | 105,4                                                  |
| 2002                                                   | 57.234                                                 | 106,3                                                  |
| 2003                                                   | 57.685                                                 | 107,2                                                  |
| 2004                                                   | 58.213                                                 | 108,2                                                  |
| 2005                                                   | 58.604                                                 | 108,9                                                  |
| 2006                                                   | 58.914                                                 | 109,5                                                  |
| 2007                                                   | 59.299                                                 | 110,2                                                  |
| 2008                                                   | 59.569                                                 | 110,7                                                  |
| 2009                                                   | 59.920                                                 | 111,3                                                  |
| 2010                                                   | 60.299                                                 | 112,0                                                  |
| 2011                                                   | 60.566                                                 | 112,5                                                  |
| 2012                                                   | 60.775                                                 | 112,9                                                  |
| 2013                                                   | 60.898                                                 | 113,1                                                  |
| 2014                                                   | 60.839                                                 | 113,0                                                  |
| 2015                                                   | 60.930                                                 | 113,2                                                  |
| 2016                                                   | 60.977                                                 | 113,3                                                  |
| 2017                                                   | 61.159                                                 | 113,6                                                  |
| 2018                                                   | 61.530                                                 | 114,3                                                  |
| 2019                                                   | 61.657                                                 | 114,6                                                  |
| 2020                                                   | 61.739                                                 | 114,7                                                  |
| 2021                                                   | 61.947                                                 | 115,1                                                  |
| 2022                                                   | 61.781                                                 | 114,8                                                  |
| 2023                                                   | 61.719                                                 | 114,7                                                  |
| 2024                                                   | 61.587                                                 | 114,4                                                  |
| 2025                                                   | 61.147                                                 | 113,6                                                  |

## Wetenswaardig
Baarle-Hertog hoorde tijdens de Eerste Wereldoorlog Administratief en gerechtelijk bij dit arrondissement, het enige Belgische arrondissement dat niet bezet was.
Aalst · Aarlen · Aat · Antwerpen · Bastenaken · Bergen · Borgworm · Brugge · Brussel-Hoofdstad · Charleroi · Dendermonde · Diksmuide · Dinant · Doornik-Moeskroen · Eeklo · Gent · Halle-Vilvoorde · Hasselt · Hoei · Ieper · Kortrijk · La Louvière · Leuven · Luik · Maaseik · Marche-en-Famenne · Mechelen · Namen · Neufchâteau · Nijvel · Oostende · Oudenaarde · Philippeville · Roeselare · Sint-Niklaas · Thuin · Tielt · Tongeren · Turnhout · Verviers · Veurne · Virton · Zinnik